# 西南鳞盖蕨
西南鳞盖蕨（学名：Microlepia khasiyana），为姬蕨科鳞盖蕨属下的一个植物种。